# The Art of the Trio, Vol. 1
Albums de Brad Mehldau Trio
Introducing Brad Mehldau
(1995) Live at The Village Vanguard: The Art of the Trio, Vol. 2
(1998)
The Art Of The Trio, Vol. 1 est un album en trio du pianiste de jazz américain Brad Mehldau sorti en 1997 chez Warner Bros. Records.
Sur cet album se sent encore beaucoup l'influence de Bill Evans et de Keith Jarrett.
Blame It On My Youth est nommé aux Grammy Awards dans la catégorie meilleur solo de jazz improvisé.

## Liste des pistes
| No | Titre                          | Musique                          | Durée |
| -- | ------------------------------ | -------------------------------- | ----- |
| 1. | Blame It on My Youth           | Edward Heyman/Oscar Levant       | 6:17  |
| 2. | I Didn't Know What Time It Was | Lorenz Hart/Richard Rodgers      | 6:30  |
| 3. | Ron’s Place                    | Brad Mehldau                     | 6:29  |
| 4. | Blackbird                      | John Lennon/Paul McCartney       | 5:00  |
| 5. | Lament For Linus               | Brad Mehldau                     | 4:38  |
| 6. | Mignon’s Song                  | Brad Mehldau                     | 6:34  |
| 7. | I Fall in Love Too Easily      | Sammy Cahn/Jule Styne            | 7:16  |
| 8. | Lucid                          | Brad Mehldau                     | 5:43  |
| 9. | Nobody Else But Me             | Oscar Hammerstein II/Jerome Kern | 7:36  |

## Personnel
- Brad Mehldau - piano
- Larry Grenadier - contrebasse
- Jorge Rossy -  batterie